# Hưng Thịnh, Đồng Nai
Hưng Thịnh là một xã phía Đông thuộc tỉnh Đồng Nai, Việt Nam. Đây cũng là xã chuyển tiếp giữa hai huyện Trảng Bom và Thống Nhất của tỉnh Đồng Nai. 
Năm 2014, Xã Hưng Thịnh có diện tích 17,4km², dân số  là 9136 người, mật độ dân số đạt 530 người/km².

## Địa lý
Hưng Thịnh là một phía Đông huyện Trảng Bom, của tỉnh Đồng Nai. Xã cách thành phố Biên Hòa 28 km, cách thị trấn Tráng Bom 8km về phía Tây, Nhưng chỉ cách Thị trấn Dầy Giây 7.5km về phía Đông. 
có vị trí địa lý:
- Phía Nam giáp xã Lộ 25 huyện Thống Nhất
- Phía Đông giáp xã Hưng Lộc của huyện Thống Nhất
- Phía Tây giáp xã Đông Hòa
- Phía Bắc giáp xã Sông Thao

Hưng Thịnh là xã bờ Đông của huyện Trảng Bom theo Quốc lộ 1. Đây là xã cửa ngõ của huyện Trảng Bom khi đi từ Miền Bắc - Miền Trung và Tây Nguyên về. Đồng thời đây cũng là xã chuyển tiếp kinh tế, xã hội giữa hai huyện Trảng Bom và Thống nhất. 

## Hành chính
Xã Hưng Thịnh được chia thành 3 ấp: Hưng Bình, Hưng Long và Hưng Phát.

## Giao thông
Xã Hưng Thịnh có địa thế theo hướng Bắc - Nam, trong đó chiều Bắc - Nam dài và tương đối hẹp theo bề ngang Đông Tây. Vì vậy, điểm nhấn của giao thông của xã ở trục Bắc Nam   nhiều hơn. 
- Tuy nhiên, đường giao thông quan trọng nhất của xã lại là đường 1A, chạy qua. Đây là huyết mạch giao thông, tạo nên sức hút dân cư, kinh tế dọc hai bên đường. 
Nhưng xã Hưng Thịnh còn có hai con đường liên huyện quan trọng: 
- Đường Sông Thao - Bàu Hàm ở phía bắc, kết nối Quốc lộ 1 đi vào trung tâm, khu dân cư của của các xã Sông Thao, Bàu Hàm cũng như kết nối các xã khác của huyện THống Nhất. Tuyến đường này cũng tạo điều kiện cho kinh tế, dân cư sống dọc hai bên. 
- Đường 20 ở phía Nam, nối Quốc lộ 1 thông tỉnh lộ 768 (đường tỉnh 25). Đây là huyết mạch giao thông của xã Hưng Thịnh nói chung và các vũng xa xôi của xã Đông Hòa, Xã Lộ 25 của huyện THống nhất được kết nối, giao thương với nhau. Qua đó, đường này cũng tạo giao thông, kinh tế, xã hội cho người dân các xã sống xung quanh hay kết nối với đường này. 
Ngoài ra, xã có các con đường nhỏ khác thuộc dạng liên ấp, liên xã phát triển như dạng xương cá, dẫn và kết nối các Quốc lộ 1 và đường 20 đi các vùng khác như" 
+ Đường Hưng Bình 1 gần như là trục giao thông giữa của xã, nối Quốc lộ 1 thông ra đường Hưng Long - Xã lộ 25, điểm giáp ranh giữa xã Thịnh và xã Lộ 25. Đường này tạo mạch nối giao thông cho các nông trường, nông trại, nhà vườn của xã. 
+ Đường Hưng Long - Xã Lộ 25. Đây là đường liên xã, liên liên ấp, nối từ đường 20 ở ấp Hưng Long ra đường tỉnh lộ 25 (đường Tỉnh 768) ở xã lộ 25 của huyện Thống Nhất. Đây cũng là đường quan trọng, kết nối giao thông cho các vùng sâu, vùng xa của xã Hưng Thịnh, cũng như vùng sâu, vùng xa, vùng khó khăn của huyện Trảng Bom và huyện Thống Nhất. 
Ngoài ra, xã Hưng THịnh cũng đang có dự án nâng cấp, mở rộng các đường nông thôn khác, kết nối các xã cũng như nội bộ giao thông của xã. 

## Kinh tế
Hưng Thịnh chủ yếu là xã kinh tế nông nghiệp. Vi thế, kinh tế chăm nuôi, trồng trọt là chủ yếu. Xã Hưng Thịnh là xã nông nghiệp của huyện Trảng Bom, thế mạnh của xã là cây công nghiệp, đặc biệt là mía đường. Ngoài ra, còn có điều, cà phê, tiêu, thanh long ruột đỏ... Chăn nuôi cũng là một thế mạnh của xã: heo, gà, lợn rừng...
Về Kinh tế dịch vụ - công nghiệp ở xã Hưng Thịnh khá hạn chế. 
Vì là xã xa các trung tâm thị trấn, huyện lỵ, xa khu công nghiệp nên khó phát triển kinh tế công nghiệp. 
Trên địa bàn xã đang phát triển Cụm công nghiệp Hưng Thịnh với 35 ha với mục tiêu: chế biến nông sản, chế biến lương thực thực phẩm, chế biến lâm sản, cưa xẻ gỗ, mộc dân dụng và xuất khẩu, lắp ráp chế tạo máy và phụ tùng… Tuy nhiên cụm công nghiệp này vẫn đang trong quá trình hình thành. 
Ngoài ra, xã còn có một số công ty về vật liệu xây dựng, chăn nuôi để phục vụ cho cả huyện, nhưng quy mô chưa lớn. 
Hiện nay trên địa bàn xã Đông Hòa mới có hơn 69 doanh nghiệp đăng ký kinh doanh. (theo trang Chitietcongty.com)

## Dân cư
Năm 2014, Xã Hưng Thịnh có diện tích 17,4km², dân số  là 9136 người, mật độ dân số đạt 530 người/km². 
Dân cư của xã Hưng Thịnh chủ yếu sống dọc hai bên quốc Lộ 1A . Riêng phần giao giữa Quốc lộ 1 và đường 20 tạo thành dãi dân cư sầm uất. 
Còn các phần khác dân cư sống thưa thớt, phát tự nhiên quanh các con đường lớn. 
Nguyên phần lớn đất từ dưới đường tàu đến giáp xã Lô 25 gần như chưa có dân cư. Chỉ trục đường 20 ở phía Tây và đường Hưng Long - Lộ 25 còn có dân rải rác. Còn phần giữa xã tới phía Đông giáp xã Hưng Lộc gần như rát ít dân ở. 
Điều kiện này tạo cơ hội cho xã phát triển trong tương lai. 

## Những địa điểm tiêu biểu
- Ngã Ba Sông Thao
- Cổng Vàng (cổng vào ấp Hưng Long)
- Trung tâm nghiên cứu Nông nghiệp Hưng Lộc
- Chợ chiều Hưng Long
- Trường THCS Nguyễn Thượng Hiền
- Trường TH Nguyễn Trãi
- Giáo xứ Thanh Bình
- Giáo xứ Mân Côi